# Rare Tracks (Morrissey)
Rare Tracks è un EP del cantante inglese Morrissey, pubblicato nel giugno del 1998 dalla Mercury Records, per il solo mercato giapponese.
Il disco contiene le sei b-sides dei relativi singoli (Alma Matters, Roy's Keen e Satan Rejected My Soul) tratti dall'album Maladjusted.

## Tracce
1. Lost – 3:55
2. Heir Apparent – 3:58
3. The Edges Are No Longer Parallel – 5:08
4. This Is Not Your Country – 7:26
5. Now I Am A Was – 2:36
6. I Can Have Both – 4:06

## Formazione
- Morrissey – voce
- Alain Whyte - chitarra
- Boz Boorer – chitarra
- Johnny Bridgewood – basso
- Spencer Cobrin – batteria